# Марютин, Пётр Матвеевич
Пётр Матвеевич Марютин (1920—1992) — Гвардии полковник Советской Армии, участник Великой Отечественной войны, Герой Советского Союза (1942).

## Биография

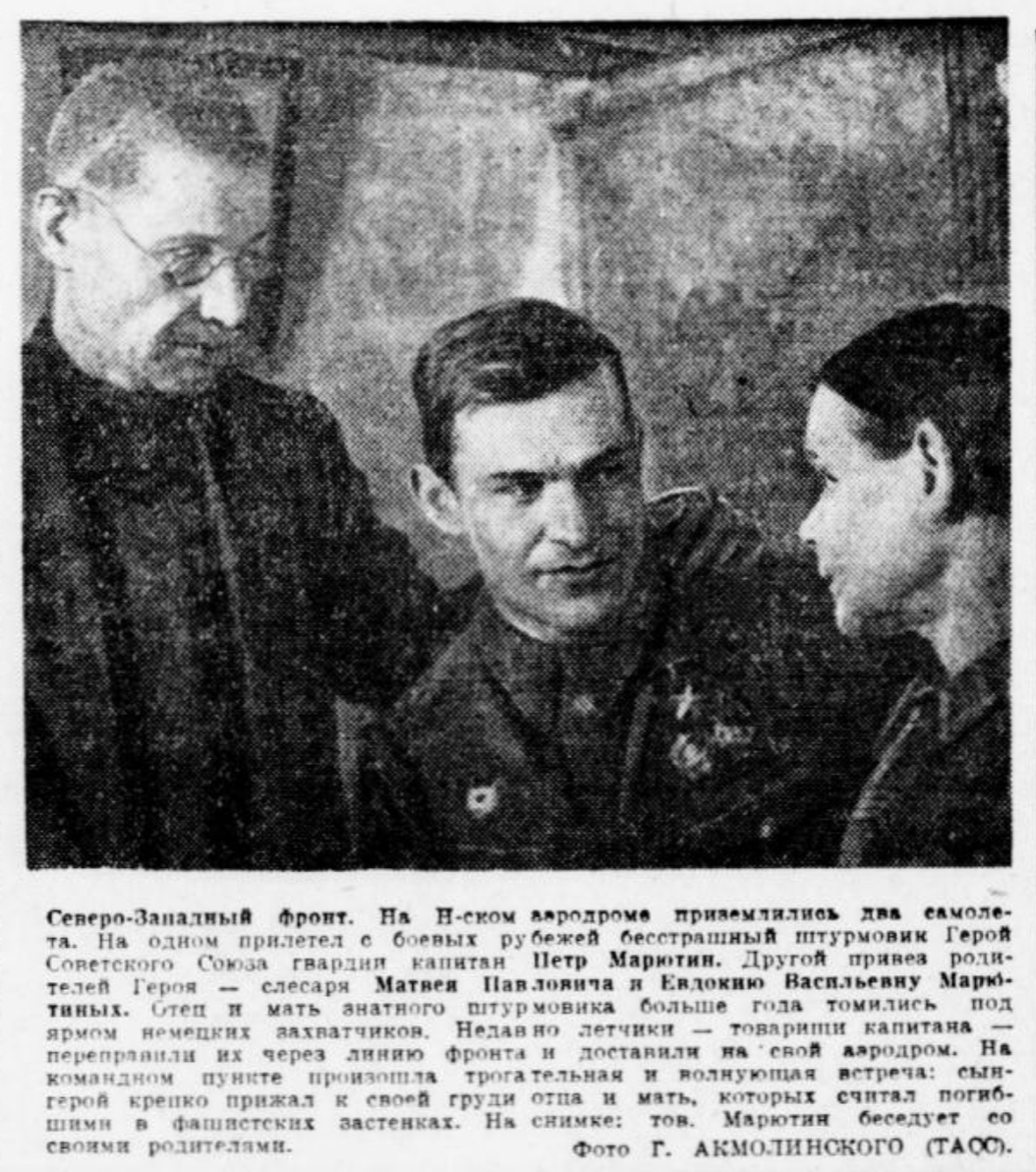
Марютин беседует с родителями в 1943 году

Пётр Марютин родился 8 декабря 1920 года в селе Бытошь (ныне — Дятьковский район Брянской области). Окончил десять классов школы. В декабре 1938 года Марютин был призван на службу в Рабоче-крестьянскую Красную Армию. В 1940 году окончил Балашовскую военную авиационную школу лётчиков. С августа 1941 года — на фронтах Великой Отечественной войны. В октябре того же года получил тяжёлое ранение.
До января 1943 года старший лейтенант Пётр Марютин был заместителем командира эскадрильи 288-го штурмового авиаполка (57-й смешанной авиадивизии ВВС 11-й армии Северо-Западного фронта). За время своего участия в войне он совершил 126 боевых вылетов на штурмовку скоплений боевой техники и живой силы противника, его важных объектов, нанеся ему большие потери.
Указом Президиума Верховного Совета СССР «О присвоении звания Героя Советского Союза начальствующему составу Красной Армии» от 21 июля 1942 года за «образцовое выполнение боевых заданий командования на фронте борьбы с немецкими захватчиками и проявленные при этом отвагу и геройство» удостоен высокого звания Героя Советского Союза с вручением ордена Ленина и медали «Золотая Звезда».
После окончания войны Марютин продолжил службу в Советской Армии. В 1948 году он окончил Военно-воздушную академию. В июле 1973 года в звании полковника Марютин был уволен в запас. Проживал и работал в Москве. Скончался 23 мая 1992 года, похоронен на Ваганьковском кладбище Москвы.

## Награды
Почётный гражданин Старой Руссы. Был также награждён орденом Красного Знамени, двумя орденами Отечественной войны 1-й степени, орденом Красной Звезды, рядом медалей.